# Adovacrius
Adovacrius war ein Anführer sächsischer Plünderer, die in den 60er Jahren des 5. Jahrhunderts in Gallien aktiv waren.
Adovacrius führte eine Gruppe sächsischer Plünderer an, die sich auf mehreren der Loireinseln festgesetzt hatten. Ihre Plünderungszüge wurden von dem sich abzeichnenden Zusammenbruch der weströmischen Herrschaft in Gallien begünstigt. Der ehemalige magister militum Aegidius, der sich 461 mit der weströmischen Regierung überworfen hatte, errichtete in Nordgallien einen eigenen Herrschaftsraum um Soissons, der sich unter seinem Sohn Syagrius noch bis 486/87 gegen die angreifenden Salfranken unter Chlodwig I. halten konnte. Dieses gallo-römische Sonderreich bewahrte anscheinend wenigstens Reste der spätrömischen Verwaltungsordnung und Kultur in diesem Raum, wenngleich Details dazu nicht überliefert sind.
Adovacrius wird original nur von Gregor von Tours in dessen Historiae erwähnt, alle Schilderungen späterer Autoren (wie Pseudo-Fredegar) sind von Gregor abhängig. In den 60er Jahren des 5. Jahrhunderts ging Adovacrius gegen die Stadt Andecavus (Angers) vor. Gregor schildert diese Ereignisse recht knapp, aber offenbar auf Grundlage einer heute verlorenen Quelle, die in der Forschung aufgrund starker inhaltlicher Bezüge als Annalen von Angers bezeichnet wird:
„Childerich nun kämpfte bei Orléans, Adovacrius aber mit seinen Sachsen kam gegen Angers. Es herrschte damals eine große Seuche unter dem Volk. Es starb auch Aegidius und hinterließ einen Sohn mit dem Namen Syagrius. Da jener [d.h. Aegidius] aber gestorben war, empfing Adovacrius von Angers und anderen Orten Geiseln.“
Diese Darstellung bezieht sich offenbar, da es 463 zur Schlacht bei Orléans kam (in der Aegidius gegen die Westgoten siegte, was in zeitgenössischen Quellen erwähnt wird) und Aegidius 464/65 verstarb, auf Ereignisse in den Jahren 463 und 464/65. Anschließend schildert Gregor Ereignisse, die oft in das Jahr 469/70 datiert werden, wenngleich die Datierung problematisch ist:
„Danach griff Paulus, der römische Befehlshaber, mit den Römern und Franken die Goten an und machte reiche Beute. Als aber Adovacrius nach Angers kam, erschien am Tage darauf auch König Childerich und gewann, nachdem Paulus getötet war, die Stadt. An jenem Tag ging das Kirchenhaus in Flammen auf.“
Der hier erwähnte römische Befehlshaber Paulus ist ansonsten unbekannt. In der Forschung wurde oft angenommen, dass er im Auftrag des Syagrius agierte oder Paulus sogar an dessen Stelle als Statthalter in Soissons fungierte. Dies ist aber reine Spekulation, denn aus dem Bericht Gregors geht nicht hervor, ob Paulus im Auftrag eines anderen (wobei dann nicht auszuschließen wäre, dass er als Vertreter der rechtmäßigen weströmischen Regierung aktiv war) oder vielleicht nicht eher auf eigene Faust handelte. All dies muss letztendlich offenbleiben.
Sicher ist, dass Adovacrius einige Jahre nach seinem ersten Angriff wieder gegen Angers vorging und es dort zu Kämpfen gegen gallo-römische (und verbündete fränkische?) Truppen sowie gegen salfränkische Truppen unter Childerich kam. Paulus fiel im Kampf, die Sachsen wurden aber von Childerich zurückgedrängt. Unklar ist, ob Childerich unter dem Befehl des Paulus kämpfte oder wenigstens mit diesem verbündet war; ebenfalls möglich ist, dass Childerich sowohl gegen die Sachsen als auch gegen römische Truppen kämpfte, um seine eigenen Interessen zu wahren. Allerdings berichtete Gregor auch davon, dass anschließend die Sachsen von den Römern geschlagen wurden und die sächsischen Stützpunkte auf den Loireinseln von den Franken zerstört wurden. Zumindest kooperierten also gallo-römische Truppen mit den Franken, wenngleich Childerich hier nicht erwähnt wird. 
Adovacrius wird danach nicht mehr von Gregor erwähnt, wohl aber ein gewisser Odovacrius, mit dem Childerich ein Bündnis einging, und der jedoch ohne fundierte Nachweise mit Odoaker identifiziert wird, dem späteren Herrscher in Italien. In der Forschung wurde nun bisweilen versucht, Adovacrius mit eben diesem Odovacrius in Verbindung zu bringen, was aber umstritten ist. Eine gewisse Namensähnlichkeit ist kein zwingender Beweis, da der lateinische Originaltext zwischen beiden offenbar unterscheidet, anders als in diversen modernen Übersetzungen, wo Adovacrius und Odovacrius oft in der gleichen Namensform wiedergegeben werden. Außerdem wird Odoaker zwar bisweilen als Skire, Thüringer etc. bezeichnet, nie aber als Sachse. Man müsste also eine Verbindung konstruieren, die nur auf einer gewissen Namensähnlichkeit beruht und daher eher unwahrscheinlich ist.
Nach Ulrich Nonn fehlen über Adovacrius bzw. Odovacrius hinreichende Belege für eine auch von Matthias Springer nicht ausgeschlossene Gleichsetzung mit Theoderichs Gegenspieler Odoaker. Nonn verweist insoweit auf Gregor sowie den Liber Historiae Francorum, als sich beide in deren Überlieferungskontexten nirgends auf den italischen Odoaker beziehen. Nach seinen textkritischen Bewertungen nennt ihn Fredegar viermal und stets ohne handschriftliche Varianten als Odoagrus, den sächsischen Anführer als den räumlichen Zeitgenossen Childerichs hingegen ausschließlich als Odovacrus. Nonn führt außerdem Herwig Wolfram an, der eine gemeinsame Identität beider Gestalten für einen „prosopografischen Beziehungswahn“ hält. Der Althistoriker Hans-Ulrich Wiemer hält die überlieferungsgeschichtlichen Trennungsmerkmale zwischen Adovacrius und dem von Theoderich beseitigten Odoaker für wahrscheinlicher.